# Ꚗ
Ꚗ, ꚗ (в Юнікоді називається шве) - літера розширеної кирилиці, що використовувалась в абхазькій мові для позначення лабіалізованного глухого постальвіолярного сибілянту / ʃʷ /.  Відповідає нинішньому Диграфу Шә.  Походить від літери Ш. Також існувала літера Ꚗ̆  що означала короткість букви.